# Pedro Passos Júnior
Pedro Passos Júnior (Araxá, 17 de março de 1963) é um empresário que atua nos ramos imobiliário e agropecuário, vive em Brasília e tem uma carreira política.
Filho caçula de uma família de cinco irmãos, seguiu os passos do pai na atividade rural. Fundou o Haras Lumiar e as empresas Lumiar Empreendimentos Ltda. e Lumiar Agropecuária Ltda. Dedica-se à criação de cavalos da raça manga-larga marchador, atividade pela qual já recebeu, em seu nome e em nome de um de seus empreendimentos, reconhecimento e grandes prêmios em âmbito nacional.
Em sua carreira pública, foi servidor concursado do Banco do Brasil, deputado distrital e esteve à frente da pasta da Agricultura do Distrito Federal. Sua atuação parlamentar o tornou um dos deputados mais bem avaliados do DF. Passos foi um dos que mais apresentaram proposições por legislatura, atingindo a marca de 2.565 propostas. Como secretário, implementou diversos programas importantes para a capital federal.

## Vida Empresarial
Seguindo as raízes familiares, que sempre estiveram voltadas para a agropecuária, Pedro Passos se tornou produtor rural em 1975, época em que adquiriu sua primeira propriedade, a Fazenda Morzelo, em Buritis (MG), com área de 613 hectares.
Fundador do Haras Lumiar, é criador de cavalos da raça mangalarga marchador desde 1992. Pelo trabalho de seleção, o estabelecimento foi classificado entre os primeiros no ranking nacional da Associação Brasileira de Criadores do Cavalo Mangalarga Marchador (ABCCMM).
Nos mais de 20 anos de trabalho dedicados aos cavalos, Passos recebeu grandes prêmios em âmbito nacional. Em razão dessas atividades, foi eleito nacionalmente para o Conselho Superior da ABCCMM, no qual exerceu a função de conselheiro, representando o Distrito Federal de 1992 até 2002. Em 1999, recebeu da associação o título de Grande Benemérito da Raça Mangalarga Marchador.
No ano de 2009, criou as empresas Lumiar Empreendimentos Ltda. e Lumiar Agropecuária Ltda., além de iniciar a criação de gir leiteiro. Tornou-se, então, membro da Associação Brasileira de Criadores de Zebu (ABCZ) e da Associação Brasileira de Criadores de Gir Leiteiro (ABCGIL). Em 2013, passou a ser membro também da Associação do Girolando.
Atualmente, Passos desenvolve projetos também no ramo imobiliário, por meio da Lumiar Empreendimentos Imobiliários, área em que atua desde 1990.

## Atividade Pública - Carreira política
Em 2002, elegeu-se deputado distrital. Reelegeu-se, em 2006, com o dobro de votos de 2002 . Em março de 2005, fez uma breve pausa na carreira legislativa para assumir um cargo no Executivo.
A convite do então governador, ocupou a pasta da Agricultura do Distrito Federal. Em um ano, implementou diversos programas importantes para a capital federal, com destaque para os de incentivo à produção, ao financiamento e à assistência técnica por meio da Empresa de Assistência Técnica e Extensão Rural do Distrito Federal (Emater).
Entre os trabalhos desenvolvidos no Executivo do DF estão a criação do programa de incentivo à produção de linhas de crédito para plantio e colheita, à recuperação de estradas vicinais e à compra de máquinas agrícolas da secretaria, a aquisição de grande número de tratores para atender os produtores e o estímulo ao aumento da produção agropecuária em toda a capital federal. Passos também instituiu programas de apoio ao pequeno e médio produtor, estimulando o uso de novas tecnologias de manejo e produção, elevando a produtividade e auxiliando o desenvolvimento do exercício das suas atividades.
Ainda em sua gestão, Passos recuperou o corpo técnico da Emater, contratando concursados e conquistando o maior ganho real salarial já concedido à instituição, valorizando assim seus servidores.
Em setembro de 2003, Passos deixou sua marca pessoal como articulador e negociador habilidoso. Tornou-se líder do Bloco Autonomia Legislativa (PTB-PPB).
Em fevereiro de 2004, já filiado ao PMDB, elegeu-se líder da bancada, permanecendo na função até maio de 2007. Sua liderança política abriu caminho para representar o bloco formado pela coligação PMDB-PRONA, conhecido como Bloco Democrático Social. No dia 17 de maio, foi preso na Operação Navalha. e em agosto do mesmo ano renunciou o seu mandato na Câmara Legislativa 
Na Câmara Legislativa, ainda foi vice-presidente da Comissão de Economia, Orçamento e Finanças (Ceof) e membro titular das Comissões de Educação, Saúde e Cultura (Cesc) e de Desenvolvimento Econômico, Sustentável, Ciência, Tecnologia. Ocupou também a presidência de uma das principais comissões do Legislativo, a Comissão de Constituição e Justiça (CCJ), e a vice-presidência da CPI dos Combustíveis.
Sua atuação parlamentar o tornou um dos deputados mais bem avaliados do Distrito Federal. Passos foi um dos que mais apresentaram proposições por legislatura, atingindo a marca de 2.565 propostas.
Na lista de seus trabalhos, está a autoria da lei que tornou obrigatória a implantação de equipamentos de informática adequados ao uso de pessoas portadoras de necessidades especiais nas agências bancárias, como teclados em braile e fones de ouvido.
A atuação de Passos no Parlamento também foi decisiva na defesa dos condomínios horizontais, onde vivem hoje mais de 800 mil pessoas. É de autoria dele a primeira lei aprovada que permite condomínios fechados com muros e portarias.
Também é de sua iniciativa a indicação, direcionada ao Governo do DF, para transformar o Setor Habitacional do Jardim Botânico em Região Administrativa – a área abriga inúmeros condomínios horizontais e cerca de 90 mil pessoas.
Outros trabalhos também têm sua marca, como iniciativas que resultaram nas leis que:
- Implantou a Patrulha Rural no Distrito Federal.
- Criou o Polo Cultural Esportivo de Ceilândia (Ceilambódromo). 
- Regulamentou o horário de descarga de combustíveis nos postos de abastecimento, lavagem e lubrificação.
- Assegurou ao professor a concessão de desconto na aquisição de ingressos para eventos artísticos, culturais e desportivos.
De março de 2005 a março de 2006, Passos recebeu várias missões do governador do Distrito Federal. Atuou como presidente do Conselho de Administração da Sociedade de Abastecimento de Brasília (SAB), como presidente do Conselho de Administração da Ceasa e também como presidente do Conselho de Administração da Emater.
De abril de 2005 a março de 2006, foi membro titular do Conselho de Administração do Fundo para Geração de Emprego e Renda (Funger/DF) e membro titular do Conselho de Meio Ambiente (Conam-DF), além de ter ocupado o cargo de membro efetivo do Conselho de Planejamento Territorial e Urbano do Distrito Federal (Conplan).
Nesse mesmo período, foi nomeado presidente do Conselho de Administração e Fiscalização de Áreas Públicas Rurais e do Conselho de Desenvolvimento Rural Sustentável do Distrito Federal.

## Medalhas - Reconhecimento
Em 12 de maio de 1999, Pedro Passos recebeu do Governo do Distrito Federal a Medalha Alferes Joaquim José da Silva Xavier (Medalha Tiradentes) por relevante trabalho prestado ao Distrito Federal.
Recebeu, em 2005, do Governo do Distrito Federal, a Medalha de Ordem do Mérito Brasília.
Foi também condecorado, em 15 de março de 2006, pelo Governo do Distrito Federal, com a Medalha Mérito Segurança Pública e Defesa Social do Distrito Federal.